# زندگی دشوار
زندگی دشوار (ایتالیایی: La vita agra) فیلمی ایتالیایی به کارگردانی کارلو لیتزانی است که در سال ۱۹۶۴ منتشر شد. این فیلم در زمرهٔ ۱۰۰ فیلم به‌یادماندنی سینمای ایتالیا قرار دارد.

## گزیدهٔ بازیگران
- اوگو تونیاتسی
- جووانا رالی
- نینو کریسمن
- جان‌پی‌یرو آلبرتینی
- روسانا مارتینی
- الیو کرووتو
- انتسو یاناچی
- پیپو استارناتسا
- پوپو د لوکا
- جولیانا ریورا
- لوچانو بیانچاردی (حضور افتخاری)